# Poliestireno extruido
El poliestireno extruido, extrudido o extrusionado, también conocido por su acrónimo inglés XPS, es una espuma rígida resultante de la extrusión del poliestireno en presencia de un gas espumante, usada principalmente como aislante térmico. Es similar al EPS pero con otras propiedades. Quizá la más importante es que puede mojarse, por lo que se instala mucho en cubiertas. Normalmente se sirve machihembrado, en planchas y con espesores típicos de 40/50/60/80mm.  

## Historia
El material se fabrica desde 2000 por la empresa Dow Chemical, que compró y desarrolló la patente al científico sueco C. G. Munters. Se comercializa bajo la marca Styrofoam, con tal popularidad que en el mundo anglosajón se confunde el nombre de la marca con el del propio material (e incluso, incorrectamente, con el poliestireno expandido; un material distinto).
Desde entonces otras empresas han adoptado el método de fabricación para producir sus propias marcas. Entre las más conocidas se encuentra Foamular de la empresa Owens Corning, principal competencia de Dow Chemical.

## Propiedades
El poliestireno extruido comparte muchas características con el poliestireno expandido, pues su composición química es idéntica: aproximadamente un 95% de poliestireno y un 5% de gas. La diferencia radica únicamente en el proceso de conformación; pero es una diferencia crucial, ya que el extrusionado produce una estructura de burbuja cerrada, lo que convierte al poliestireno extrusionado en el único aislante térmico capaz de mojarse sin perder sus propiedades.
El XPS posee una conductividad térmica típica entre 0,025 W/mK y 0,040 W/mK, aunque existen poliestirenos con valores de hasta 0,029 W/mK.
El XPS presenta una baja absorción de agua (inferior al 0.7% a inmersión total)
y unas prestaciones mecánicas muy altas (entre 200 kPa y
700 kPa).
Tiene una densidad aparente entre 30 y 33 kg/m³.
El poliestireno extruido también cuenta con una excelente resistencia térmica, entre puesta con un valor "R" de 5 por pulgada (con una diferencia +/-10%). 
La baja absorción del agua y la resistencia a los ciclos de hielo-deshielo lo hacen un material ideal para las cubiertas en las que el aislante se encuentra inmediatamente debajo de la teja. Por otra parte su gran resistencia mecánica permite que las cargas puedan apoyarse sobre el aislante (peso de tejas, nieve, agua, etc.).
Se puede usar como aislamiento en tabiquería y en cubierta (paneles de chapa). 

## Usos
Debido a su elevada resistencia mecánica y a su tolerancia al agua, es un material que ha encontrado multitud de aplicaciones en la construcción. Se usa profusamente como aislamiento en suelos, especialmente en cámaras frigoríficas, y también en paneles de fachada; pero sobre todo, ha permitido la aparición de una nueva solución constructiva: la cubierta invertida. En este tipo de cubierta, el aislamiento térmico se coloca encima del impermeabilizante, una disposición que alarga la vida útil de la cubierta, pues el impermeabilizante no sufre las tensiones de la intemperie ni de los cambios bruscos de temperatura que con el tiempo terminan por deteriorarlo.
El poliestireno extrusionado se comercializa en planchas de grosores de unos pocos centímetros, que pueden ser de cantos lisos o bien cajeados a media madera. Sin embargo, por su ligereza, es preciso lastrarlo para evitar que sea succionado por el viento, de modo que las cubiertas invertidas más comunes colocan grava o diversos tipos de losas como remate final. Por este motivo, también se pueden encontrar en el mercado losas filtrantes, que consisten en planchas de poliestireno extrusionado adheridas a una loseta de hormigón que cumple las funciones de lastre, protección y acabado. Además de esto, se utiliza como molde para metales.
También es ampliamente usado en envases para almacenar alimentos, bandejas de envasar huevos, etc.
Además del Styrofoam (también conocido como Blue Board) otro material comúnmente hecho de poliestireno extruido es el Depron, una fina lámina aislante que normalmente se utiliza para la construcción de maquetas y en aeromodelismo.